# Boholc
Boholc (románul: Boholț) település Romániában, Erdélyben, Brassó megyében.

## Fekvése
Bethlentől északra, Kálbor mellett fekvő település.

## Története
A település nevét 1317–1320 között említette először oklevél Bolcholtz néven. 1808-ban Baholcz ~ Bakólcz, Buchholtz, Bákolczá, 1861-ben Bohólcz, Bucholz, Bokolcza Sink, 1888-ban Boholcz (Bucholz, Boholtiu), 1913-ban Boholc néven említette először oklevél. A trianoni békeszerződés előtt Nagy-Küküllő vármegye Nagysinki járásához tartozott. 1910-ben 782 román lakosa volt. Ebből 84 görögkatolikus, 698 görögkeleti ortodox volt.